# Бортняк, Пётр Феодосьевич
Пётр Феодосьевич Бортняк (1904, Свершковцы, Каменец-Подольский уезд, Подольская губерния, Российская империя — 20 ноября 1982, Свершковцы, Хмельницкая область) — бригадир тракторной бригады Кутковецкой МТС Чемеровецкого района Каменец-Подольской области, Украинская ССР. Герой Социалистического Труда (1948).
Участник Великой Отечественной войны.
В 1947 году механизированная бригада Петра Бортняка, обслуживая колхозы Чемеровецкого района, собрала в среднем по 342,4 центнеров сахарной свеклы с каждого гектара на участке площадью 60,84 гектара. Указом Президиума Верховного Совета СССР от 16 февраля 1948 года «за получение высоких урожаев пшеницы, ржи, кукурузы и сахарной свеклы, при выполнении колхозом обязательных поставок и натуроплаты за работу МТС в 1947 году и обеспеченности семенами зерновых культур для весеннего сева 1948 года» удостоен звания Героя Социалистического Труда с вручением ордена Ленина и золотой медали «Серп и Молот».